# Torre Global Bank
La Torre Global Bank  fue el edificio inteligente más grande, moderno y lujoso de Panamá y Centroamérica en su año de construcción, construido sobre un lote de 4,265 m² con 40 metros de largo por 15 metros de ancho; está ubicado frente a Calle 50 y esquina con calle 58, Ciudad de Panamá, Panamá.
Con sus 176 metros y 45 plantas fue el edificio más alto de la capital panameña en el año 2005.[cita requerida]

## Datos
Sección sin fuentes
- El edificio es una sucursal bancaria y de oficinas ubicada en una de las más importantes arterias de la ciudad, la Calle 50, originalmente llamada Avenida Nicanor de Obarrio.
- Global Bank es uno de los principales bancos de la República de Panamá.

## Datos clave
Sección sin fuentes
- Altura: 176 m.
- Espacio total: 4,265 m².
- Condición: Construido.
- Rango: 	
  - En Panamá: 2005: 1º lugar
  - En Panamá: 2007: 7º lugar
  - En Latinoamérica : 2007: 15º lugar